# یوجی تاکاهاشی (بازیکن فوتبال)
یوجی تاکاهاشی (ژاپنی: 高橋 祐治؛ زادهٔ ۱۱ آوریل ۱۹۹۳) بازیکن فوتبال اهل ژاپن است.
از باشگاه‌هایی که در آن بازی کرده‌است، می‌توان به باشگاه فوتبال کیوتو سانگا، باشگاه فوتبال بریزبن رور، باشگاه فوتبال کاماتامار سان‌اوکی و باشگاه فوتبال ساگان توسو اشاره کرد.